# Brodhead (Wisconsin)
Brodhead is een plaats (city) in de Amerikaanse staat Wisconsin en valt bestuurlijk gezien onder Green County.

## Demografie
Bij de volkstelling in 2000 werd het aantal inwoners vastgesteld op 3180.
In 2006 is het aantal inwoners door het United States Census Bureau geschat op 3100, een daling van 80 (-2,5%).

## Geografie
Volgens het United States Census Bureau beslaat de plaats een oppervlakte van
4,2 km², waarvan 4,2 km² land.

## Plaatsen in de nabije omgeving
De onderstaande figuur toont nabijgelegen plaatsen in een straal van 20 km rond Brodhead.